# Hardcore hip hop
L'hardcore hip hop (o hardcore rap) è una forma di musica hip hop caratterizzata dall'aggressività dei testi, di solito rappati su beat duri. Il termine può riferirsi anche a generi correlati quali gangsta rap, horrorcore, rapcore, political hip hop, conscious hip hop e alternative hip hop.

## Crescita e popolarità
Le origini dell'hardcore si possono individuare nell'East Coast hip hop alla fine degli anni 1980, quando artisti come Schoolly D, Boogie Down Productions, Slick Rick, e Public Enemy iniziarono ad occuparsi di temi quali povertà, alcolismo, abuso di droga, crimine e rivalità tra bande.
Per buona parte dell'inizio degli anni 1990, con la popolarità di artisti come Ice Cube, Ice-T, Cypress Hill, l'hardcore hip hop fu essenzialmente sinonimo di West Coast gangsta rap. Tuttavia, a metà degli anni novanta, fu proprio l'hardcore hip hop a rivitalizzare l'East Coast hip hop, con album come Enta da Stage dei Black Moon, Dah Shinin' degli Smif-N-Wessun o The Infamous dei Mobb Deep oppure i più noti al grande pubblico Illmatic di Nas, Ready to Die di The Notorious B.I.G., Lifestyle Ov Da Poor & Dangerous di Big L e Enter the Wu-Tang (36 Chambers) del Wu-Tang Clan. Questa nuova veste assunta dal genere era caratterizzata da beat minimali, campionamenti occasionali di urban jazz e fiati, haunting string e campionamenti di pianoforte.
Durante gli ultimi anni novanta e l'inizio del decennio successivo, una variante commerciale dell'hardcore hip hop venne integrata nella cultura pop e diventò di successo, arrivando a vincere diversi dischi d’oro e di platino grazie ad artisti come Bone Thugs-n-Harmony, The Notorious B.I.G., Big Pun e Big L.
In Italia il genere comincia a prendere forma intorno alla metà degli anni '90 attraverso i lavori di  rapper come Lou X con il suo album cardine (La realtà, la lealtà e lo scontro) e Kaos (Fastidio). 
Un altro album significativo del genere in Italia è “I più corrotti” di Gel e Metal Carter, nel 2006. Il disco è stato prodotto in collaborazione con “Vibrarecords”; composto da 18 tracce e caratterizzato dalla classica atmosfera dei Truceboys, che per la prima volta in Italia introducono il genere hardcore. Sono considerabili hardcore anche i primi due album di Salmo.
Negli ultimi anni questo genere lo hanno portato avanti rapper come ZillaKami, 6ix9ine, Ski Mask the Slump God e XXXTentacion.